# 330 f.Kr.
| 330 f.Kr.          |
| ------------------ |
| Dødsfald - Fødsler |
|                    |

## Født
- Kleanthes, stoisk filosof. (Omtrentligt årstal.)

## Dødsfald
- Dareios 3. af Persien blev myrdet af en af sin egne generaler.

| År | Spire Denne artikel om et år, årti, århundrede eller årtusinde er en spire som bør udbygges. Du er velkommen til at hjælpe Wikipedia ved at udvide den. |